# Vlada Chigireva
Vlada Aleksandrovna Chigirjova, russisk Влада Александровна Чигирёва (født 18. december 1994) er en russisk synkronsvømmer.
Hun repræsenterede Rusland ved sommer-OL 2016 i Rio de Janeiro, hvor hun tog guld i holdkonkurrencen.
Under sommer-OL 2020 i Tokyo, som blev afholdt i 2021, vandt hun guld i holdkonkurrencen.